# Ierse parlementsverkiezingen 2016
De Ierse parlementsverkiezingen in 2016 hadden plaats op 26 februari. The Dáil Éireann, het Ierse parlement, werd op 3 februari 2016 ontbonden door de president, Michael D. Higgins. 
Voor de verkiezingen werd gebruik gemaakt van de districten zoals die in 2012 opnieuw waren ingedeeld. Het aantal zetels was bij die nieuwe indeling verminderd van 166 naar 158, waarvan de Ceann Comhairle, de voorzitter automatisch herkozen is.

## Uitslag
| Partij               | Stemmen   | %    | ±%     | zetels | verschil |
| -------------------- | --------- | ---- | ------ | ------ | -------- |
| Fine Gael            | 544.140   | 25,5 | ▼ 10,6 | 50     | ▼ 16     |
| Irish Labour Party   | 140.898   | 6,6  | ▼ 12,8 | 7      | ▼ 17     |
| Fianna Fáil          | 519.356   | 24,3 | ▲ 6,9  | 44     | ▲ 24     |
| Sinn Féin            | 295.319   | 13,8 | ▲ 3,9  | 23     | ▲ 9      |
| BPB                  | 84.168    | 3,9  | ▲ 1,7  | 6      | ▲ 2      |
| I4C                  | 31.364    | 1,5  | ▲ 1,5  | 4      | ▲ 4      |
| De Groenen           | 57.999    | 2,7  | ▲ 0,9  | 2      | ▲2       |
| Social Democrats     | 64.094    | 3,0  | ▲ 3,0  | 3      | ▲3       |
| Independent Aliance* | 88.930    | 4,2  | ▲ 4,2  | 6      | ▲ 2      |
| Onafhankelijken      | 249.285   | 11,7 | ▲ 1,3  | 13     | ▼ 1      |
| Renua                | 46.552    | 2,2  | ▲ 2,2  | 0      | 0        |
| Direct Democracy     | 6.481     | 0,3  | ▲ 0,3  | 0      | 0        |
| Workers' Party       | 3.242     | 0,2  | ▲ 0,1  | 0      | 0        |
| Catholic Democrats   | 2.013     | 0,1  | ▲ 0,1  | 0      | 0        |
| Fis Nua              | 1.224     | 0,1  | -      | 0      | 0        |
| Totaal               | 2.151.293 | 100% |        | 158    | -8       |

*Independent Aliance was een verbond van onafhankelijke kandidaten waarvan de meeste kandidaten eerder als volledig onafhankelijk kandidaat hadden meegedaan 